# Emilia Eberle

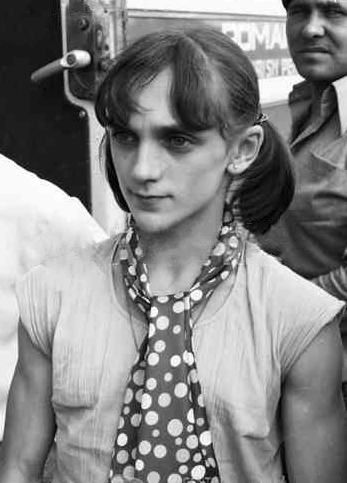
Emilia Eberle 1980

Emilia Gertrude Eberle (heute Trudy Kollar) (* 4. März 1964 in Arad, Kreis Arad, Volksrepublik Rumänien) ist eine ehemalige rumänische Kunstturnerin donauschwäbischer Herkunft.

## Karriere
Emilia Eberle stieß im Alter von zwölf Jahren zu der rumänischen Nationalmannschaft in Deva. Sie gewann bei der Weltmeisterschaft 1979 in Fort Worth Gold in der Mannschaftswertung und das Gerätefinale am Boden sowie die Bronzemedaille am Stufenbarren. Bereits 1978 hatte sie bei der Weltmeisterschaft in Straßburg Silber mit der Mannschaft sowie in drei Gerätefinals (Schwebebalken, Boden und Stufenbarren) Bronze geholt. Bei der Europameisterschaft 1979 in Kopenhagen errang sie hinter Nadia Comăneci Silber im Mehrkampf, sowie am Stufenbarren und Schwebebalken. 
Bei den Olympischen Sommerspielen 1980 in Moskau gewann sie Silber mit der Mannschaft (mit der Note 10 am Stufenbarren in der Qualifikation) und am Stufenbarren. Nach ihrem Karriereende 1983 arbeitete sie sechs Jahre lang in der Uhrenfabrik von Arad. Im Mai 1989 floh sie nach Ungarn und lebt zurzeit mit ihrem Mann, dem ehemaligen Judoka Frank Kollar, und ihrem gemeinsamen Sohn in Sacramento, Kalifornien.